# アイ・ウォント・ユー (ボブ・ディランの曲)
「アイ・ウォント・ユー」（I Want You）は、ボブ・ディランが作詞・作曲・歌唱した楽曲。1966年6月10日にシングルとして発売され、同年6月20日発売のアルバム『ブロンド・オン・ブロンド』に収録された。
シングルはビルボード Hot 100 で20位、全英シングル・チャートで16位を記録した。また、B面には「親指トムのブルースのように」のライブバージョン（1966年5月14日イギリス公演）が収録された。アルバム『傑作』に収録されたが廃盤。

## カバー・バージョン
- シェール - 1966年のアルバム『Chér』に収録。
- ゲイリー・バートン - 1967年のアルバム『Tennessee Firebird』に収録。
- ホリーズ - 1969年のアルバム『Hollies Sing Dylan』に収録。
- ブルース・スプリングスティーン - アルバム『明日なき暴走』がヒットする前にライブで演奏していた。
- 竹仲絵里 - 2004年のアルバム『秋晴れモノラル』に収録。
- ジェイムス・ブラント - 2005年のトリビュート・アルバム『Listen to Bob Dylan: A Tribute』に収録。
- フランシス・カブレル - 2012年のアルバム『Vise Le Ciel Ou Bob Dylan Revisité 』に収録。フランス語詞。タイトルは「Je te veux」[4]。